# 吉道勇
吉道 勇（よしみち いさむ、1927年〈昭和2年〉2月4日 - 2024年〈令和6年〉12月15日）は、日本の元政治家。大阪府貝塚市長（第9代～18代。全国最多10選40年間）などを務めた。

## 略歴
大阪府出身。大阪府立貝塚高等学校卒業。貝塚市議会議員を経て、1970年（昭和45年）に貝塚市長に就任。その後、10期40年の長きにわたり市長を務め、2010年（平成22年）1月に退任、政界を引退。大阪府後期高齢者医療広域連合連合長なども務めた。
「吉」の正確な表記は「」（「土」の下に「口」、つちよし）である。

## 人物
1970年（昭和45年）2月、貝塚市の市議会議員を辞職。日本社会党推薦で貝塚市長選挙に出馬し、初当選。その後、市議会で日本共産党を含むオール与党体制を確立する。
2002年（平成14年）1月の市長選では8期32年の実績を強調し、高齢・多選のマイナスイメージをはね返して9選。なお、9選のうち5回は無投票当選だった。
2006年1月の市長選では10期目を吉道市政の総仕上げに位置づけ、市議会の全5会派及び全市議会議員の推薦を受けて出馬し、全国最多の10選を果たした。
2008年、大阪府知事に就任した橋下徹が府内33市長と会合を設け、教育のあり方や学力調査の市町村別結果の公表について意見を求めた際、各市長から橋下への激励や賛同、公表を求める意見が相次いだ中、出席16市長で唯一、吉道は平均正答率の非開示を表明した。
2009年12月、翌年1月の市長選挙には出馬せず、引退する意向を正式に表明。市長選挙の結果、副市長の一人であった藤原龍男が当選し、10期40年に及ぶ吉道市政は幕を閉じた。
1982年、藍綬褒章受章。2010年、春の叙勲で旭日中綬章。
2024年12月15日、老衰のため死去。97歳没。

## 主な役職
- 泉州市・町関西国際空港対策協議会会長
- 社団法人大阪府国民健康保険連合会理事長
- 社団法人国民健康保険中央会理事
- 近畿市長会会長
- 財団法人平安建都千二百年記念協会参与